# Божков Стойко
Божков Стойко (*17 квітня 1913 — 27 жовтня 1989) — болгарський літературознавець. Член Болгарської комуністичної партії з 1945. Учасник антифашистської боротьби в Болгарії під час Другої світової війни. Досліджує в основному болгарську літературу другої половини 19 століття.
В розвідках «Вікова дружба і літературне співробітництво» (Софія, 1955, № 3) та «Література 70-их рр. 19 століття» і «Любен Каравелов», що становлять розділи другого тому колективної чотиритомної «Історії болгарської літератури» (болгарською мовою, Софія, 1966), висвітлює деякі питання впливу Тараса Шевченка на болгарську літературу 60-70-их років 19 століття.